# Riširi (ostrov)
Ostrov Riširi (japonsky 利尻島 – Riširi-tó) je ostrov v Japonském moři blízko severozápadního cípu ostrova Hokkaidó. Je tvořen stejnojmennou sopkou, jejíž vrcholek je ve výšce 1721 metrů nad mořem. Plocha ostrova je 182,15 čtverečních kilometrů.
Na ostrově Riširi leží města Riširifudži a Riširi a v roce 2008 žilo na celém ostrově dohromady přes pět tisíc obyvatel.